# Our Last Summer
Our Last Summer ist ein Lied der schwedischen Popgruppe ABBA und stammt aus dem siebten Studioalbum Super Trouper. Benny Andersson und Björn Ulvaeus schrieben und produzierten diesen Song.
Am 4. Juni 1980 begannen die Aufnahmen in den Studios von Polar Music. Die Hauptstimme sang Anni-Frid Lyngstad. Der Fotograf Anders Hanser erstellte von dieser Aufnahmesession eine Bilderserie.
Im Hintergrund ist während des Solos vom Gitarristen Lasse Wellander in der Bridge das Lied Anthem aus dem Musical Chess zu hören. Andersson und Ulvaeus arbeiteten bereits seit mehreren Jahren an der Melodie dieses Liedes, konnten es aber in keinem ABBA-Projekt einbringen. Als sie es in das Musical Chess integrierten, hofften sie, dass keiner bemerkte, dass diese Passage bereits in dem Lied Our Last Summer verwendet wurde.
Ulvaeus erinnerte sich beim Schreiben dieses Liedes an eine Romanze, die er als Teenager während eines Besuches der französischen Hauptstadt Paris hatte.

## Coverversionen
Die britische Sängerin Hazell Dean coverte 1996 den Song für ihr Tributealbum The Winner Takes It All – Hazell Dean Sings Abba. 1999 veröffentlichte die Popgruppe A*Teens ihre Version auf dem Debütalbum The ABBA Generation.
Zudem wurde das Lied in dem Musical Mamma Mia! verwendet. Die Autorin Catherine Johnsen benannte nach dem Text die Figur Harry. In der Filmversion singen hauptsächlich Harry, der von Colin Firth gespielt wird, und Sophie (Amanda Seyfried). Allerdings kommen auch Sam (Pierce Brosnan) und Bill (Stellan Skarsgård) zu Wort. Die drei potentiellen Väter, die von Sophie zu ihrer Hochzeit eingeladen wurden, erzählen ihr, wie sie den letzten Sommer mit deren Mutter Donna verbracht haben.